# 6198 Shirakawa
6198 Shirakawa è un asteroide della fascia principale. Scoperto nel 1992, presenta un'orbita caratterizzata da un semiasse maggiore pari a 2,2673455 UA e da un'eccentricità di 0,1097166, inclinata di 4,60230° rispetto all'eclittica.